# Wang Kche-čchüan
Wang Kche-čchüan (čínsky pchin-jinem Wáng Kèquán, znaky 王克全; 1906 – 1939) byl čínský komunistický revolucionář. Roku 1924 vstoupil do Komunistické strany Číny, působil v odborech a vedení komunistické strany v šanghajských obvodech a provincii Ťiang-su, v letech 1930–1931 krátce působil v ústředním výboru a politbyru. Roku 1931 přešel ke Kuomintangu a poté pracoval v jeho vojenské zpravodajské službě.

## Život
Wang Kche-čchüan se narodil v Sü-čou v provincii Ťiang-su. V mládí pracoval jako dělník v Šanghajské tramvajové společnosti, roku 1924 vstoupil do Komunistické strany Číny a zúčastnil se hnutí 30. května. Od dubna do června 1927 byl předsedou šanghajských odborů; od června 1927 do listopadu 1927 vedl organizační oddělení Chutungského obvodního výboru KS Číny v Šanghaji a řídil odbory v obvodu; od listopadu do ledna 1929 byl členem stálého výboru ťiangsuského provinčního výboru KS Číny, ve výboru měl na starosti dělnické hnutí; od ledna 1929 byl tajemníkem Pchutungského a Čapejského obvodního výboru KS Číny v Šanghaji a také vedoucím organizačního oddělení a členem stálého výboru ťiangsuského provinčního výboru KS Číny. V červenci 1930 převzal funkci tajemníka stranické skupiny ve výboru šanghajských odborů; v září 1930 byl na rozšířeném zasedání ústředního výboru KS Číny kooptován mezi kandidáty ÚV a v říjnu se stal vedoucím oddělení propagandy a členem stálého výboru ťiangnanského provinčního výboru. V lednu 1931 byl na zasedání ÚV KS Číny převeden mezi členy ÚV a zvolen kandidátem politbyra.
Kvůli účasti na Luo Čang-lungových aktivitách směřujících k rozštěpení strany byl 27. ledna 1931 vyloučen z ústředního výboru. V témže roce opustil komunistickou stranu a přešel ke Kuomintangu. Poté se připojil se ke zvláštnímu oddělení kuomintangské vojenské zpravodajské služby, v níž působil jako zástupce vedoucího akční skupiny Východočínské oblasti a podílel se na vraždě profesora Jang Sin-fua a novináře Š’ Liang-cchaje.
Po vypuknutí války s Japonskem působil jako zástupce vedoucího vyšetřovacího oddělení velitelství posádky Čchung-čching a v roce 1939 spáchal sebevraždu. Podle jedné verze se obával trestu za vraždu jistého Sie Č’-pchana, podle jiné šetření jeho ilegálních obchodů se zbraněmi.